# 紅三十軍政治部舊址
紅三十軍政治部舊址位於四川省達州市達縣，文物遺址年代判定為1933年。2007年6月1日公佈為四川省第七批文物保護單位。